# ۲۵٬۲۴-دی‌هیدروکسی‌کلکلسیفرول
۲۵،۲۴-دی‌هیدروکسی‌کلکلسیفرول (به انگلیسی: 24,25-Dihydroxycholecalciferol) با فرمول شیمیایی C۲۷H۴۴O۳ یک ترکیب شیمیایی با شناسه پاب‌کم ۶۴۳۴۲۵۳ است. که جرم مولی آن ۴۱۶٫۶۳ g/mol می‌باشد. 